# Pawieł Bogdanow
Pawieł Wasiljewicz Bogdanow ros. Павел Васильевич Богданов (ur. 3 stycznia?/15 stycznia 1900 w Orle, zm. 24 kwietnia 1950 w Moskwie) – radziecki generał major, szef kontrwywiadu w 1 Rosyjskiej Brygadzie Narodowej SS podczas II wojny światowej.

## Życiorys
W okresie międzywojennym służył w Armii Czerwonej, dochodząc do stopnia generała majora. Od 1935 r. dowódził 59, a następnie 114 Pułkami Strzeleckimi. W 1938 r. objął funkcję szefa sztabu 67 Dywizji Strzeleckiej. W 1939 r. został dowódcą 48 Dywizji Strzeleckiej, na czele której walczył z Niemcami. W 1941 r. dostał się do niewoli i został osadzony w oflagu. Wkrótce podjął kolaborację z okupantami. Wstąpił do Rosyjskiej Armii Wyzwoleńczej (ROA) gen. Andrieja Własowa. Na pocz. 1943 r. został szefem kontrwywiadu i sieci SD w ramach 1 Rosyjskiej Brygady Narodowej SS dowodzonej przez ppłk. Władimira Gila-Rodionowa. 16 sierpnia tego roku część Brygady wraz ze swoim dowódcą przeszła na stronę partyzantów. Pawieł Bogdanow, który był temu zdecydowanie przeciwny, został aresztowany i przekazany stronie partyzanckiej. W 1950 r. został skazany na karę śmierci, natychmiast wykonaną.